# Bashall Brook
Der Bashall Brook ist ein gut elf Kilometer langer Wasserlauf in Lancashire, England. Er entsteht an den Newton Fells nördlich des Waddington Fell. Er fließt zunächst in südlicher Richtung, ehe er sich beim Erreichen der Straße von Bashall Eaves nach Bashall Town nach Osten wendet. Beim Erreichen der Wetters Bridge wendet er sich dann nach Süden. Er mündet im Westen von Clitheroe von rechts in den River Ribble.